# العلاقات الوسط إفريقية الكندية
العلاقات الوسط أفريقية الكندية هي العلاقات الثنائية التي تجمع بين جمهورية أفريقيا الوسطى وكندا.

## مقارنة بين البلدين
هذه مقارنة عامة ومرجعية للدولتين:
| وجه المقارنة                                              | جمهورية أفريقيا الوسطى      | كندا                     |
| --------------------------------------------------------- | --------------------------- | ------------------------ |
| المساحة (كم2)                                             | 622.98 ألف                  | 9.98 مليون               |
| عدد السكان (نسمة)                                         | 4.66 مليون                  | 35.70 مليون              |
| الكثافة السكانية (ن./كم²)                                 | 7.48                        | 3.58                     |
| العاصمة                                                   | بانغي                       | أوتاوا                   |
| اللغة الرسمية                                             | لغة فرنسية، اللغة السانغوية | لغة إنجليزية، لغة فرنسية |
| العملة                                                    | فرنك وسط أفريقي             | دولار كندي               |
| الناتج المحلي الإجمالي (بليون دولار)                      | 1.95 مليار                  | 1.65 تريليون             |
| الناتج المحلي الإجمالي (تعادل القوة الشرائية) بليون دولار | 3.03 مليار                  | 1.59 تريليون             |
| الناتج المحلي الإجمالي الاسمي للفرد دولار أمريكي          | 323                         | 43.25 ألف                |
| الناتج المحلي الإجمالي للفرد دولار أمريكي                 | 594                         | 45.07 ألف                |
| مؤشر التنمية البشرية                                      | 0.350                       | 0.913                    |
| رمز المكالمات الدولي                                      | +236                        | +1                       |
| رمز الإنترنت                                              | .cf                         | .ca                      |
| المنطقة الزمنية                                           | ت ع م+01:00                 |                          |

## منظمات دولية مشتركة
يشترك البلدان في عضوية مجموعة من المنظمات الدولية، منها:
| علم المنظمة | اسم المنظمة                               | تاريخ انضمام جمهورية أفريقيا الوسطى | تاريخ انضمام كندا |
| ----------- | ----------------------------------------- | ----------------------------------- | ----------------- |
|             | مؤسسة التنمية الدولية                     | 27 أغسطس 1963                       | 24 سبتمبر 1960    |
|             | البنك الإفريقي للتنمية                    | ?                                   | ?                 |
|             | يونسكو                                    | 11 نوفمبر 1960                      | 4 نوفمبر 1946     |
|             | مؤسسة التمويل الدولية                     | 1 أبريل 1991                        | 20 يوليو 1956     |
|             | منظمة حظر الأسلحة الكيميائية              | ?                                   | ?                 |
|             | الأمم المتحدة                             | 20 سبتمبر 1960                      | 9 نوفمبر 1945     |
|             | الاتحاد الدولي للاتصالات                  | 2 ديسمبر 1960                       | 1 يوليو 1908      |
|             | منظمة الشرطة الجنائية الدولية             | ?                                   | ?                 |
|             | البنك الدولي للإنشاء والتعمير             | 10 يوليو 1963                       | 27 ديسمبر 1945    |
|             | الاتحاد البريدي العالمي                   | ?                                   | ?                 |
|             | المركز الدولي لتسوية المنازعات الاستشارية | 14 أكتوبر 1966                      | 1 ديسمبر 2013     |
|             | وكالة ضمان الاستثمار متعدد الأطراف        | 8 سبتمبر 2000                       | 12 أبريل 1988     |
|             | منظمة التجارة العالمية                    | ?                                   | ?                 |
|             | الفريق المعني برصد الأرض                  | ?                                   | ?                 |

## وصلات خارجية
- موقع وزارة الخارجية الكندية